# Фабри, Курт Эрнестович
Курт Эрне́стович Фабри (нем. Kurt Fabri; 1 мая 1923, Вена — 3 июня 1990, Москва) — советский этолог, основоположник отечественной зоопсихологии.

## Биография
Отец — левый австрийский писатель и журналист Эрнст Фабри. В 1932 г. семья Фабри эмигрировала из Австрии в СССР. В 1940 г. Курт Фабри поступил на биологический факультет МГУ. Во время Великой Отечественной войны был призван в армию, работал санитаром в госпиталях МПВО, затем до 1946 г. был на военно-политической работе. В 1949 г. окончил биологический факультет МГУ по специальности «Зоология позвоночных, антропология и психология». Работал под руководством Н. Н. Ладыгиной-Котс.
Кандидат биологических наук (1967), доктор психологических наук (1976).
В 1950-е годы (во времена, когда зоопсихологию в СССР официально называли «лженаукой») Фабри работал в Уголке Дурова, в библиотеке иностранной литературы, на радио. В 1964—1966 занимался проблемами поведения животных в Институте биофизики в Пущино. В 1969—1971 руководил группой в НИИ Дошкольного воспитания АПН СССР по проблеме «Дошкольник и животные». Преподавал зоопсихологию на факультете психологии МГУ с 1966 года. С 1971 — штатный преподаватель, в 1983—1990 — профессор кафедры общей психологии факультета психологии МГУ. Являлся популяризатором идей К. Лоренца и Николаса Тинбергена в СССР.

## Область научных интересов
- этология
- зоопсихология
- сравнительная психология.

Фабри изучал возникновение, развитие и функционирование психики у животных. Осветил проблемы общей психологии: отражательной природы психики, взаимосвязи психики и поведения, соотношения врожденного и приобретенного, закономерностей развития психики в филогенезе, условий и предпосылок возникновения и развития психики человека.
Основная тематика его работ — онтогенез поведения и психики животных, эволюция психики, психическая деятельность приматов, этологические и биопсихологические предпосылки антропогенеза. Фабри также выполнены оригинальные исследования импритинга у птиц, существенно дополнившие классические представления о природе этого феномена. Фабри разрабатывал прикладные аспекты зоопсихологии, его работа положена в основу нового курса для студентов Калининградского технического института рыбной промышленности и хозяйства. Ему удалось выявить сходные признаки в развитии игры в онтогенезе человека и высших животных.
Похоронен на Донском кладбище.

## Основные научные труды
- Фабри К. Э. Основы зоопсихологии : Учеб. для студ. ун-тов / Рец.: д.п.н. А. Н. Леонтьев, к.б.н. Г. Н. Симкин. — М.: Изд-во МГУ, 1976. — 288 с. — 14 470 экз.
  - Фабри К. Э. Основы зоопсихологии : Учеб. для студ. вузов. — 2-е изд., доп. — М.: Изд-во МГУ, 1993. — 336 с. — 2000 экз.
  - Фабри К. Э. Основы зоопсихологии: Учебник для студентов высших учебных заведений, обучающихся по специальностям «Психология», «Биология», «Зоология» и «Физиология». — 3-е изд. — М.: Российское психологическое общество, 1999. — 464 с. — (Библиотека студента-психолога). — ISBN 5-89573-051-5.
  - Фабри К. Э. Основы зоопсихологии: Учебник для студентов высших учебных заведений, обучающихся по специальностям «Психология», «Биология», «Зоология» и «Физиология». — 6-е изд. — М.: УМК «Психология», 2003.
- Фабри К. Э. Введение в общую и прикладную ихтиопсихологию : Учеб. пособие / К. Э. Фабри; МГУ им. М. В. Ломоносова, Фак. психологии. — М.: Изд-во МГУ, 1988. — 48 с. — ISBN 5-211-00242-3.

Избранные статьи
- Фабри К. Э. Игры животных и игры детей (сравнительно-психологические аспекты) // Вопросы психологии. — 1982. — № 3. — С. 26-34.